# Neololeba atra
Neololeba atra là một loài thực vật có hoa trong họ Hòa thảo. Loài này được (Lindl.) Widjaja mô tả khoa học đầu tiên năm 1997.